# 圣地亚哥·阿瓦斯卡尔
圣地亚哥·阿瓦斯卡尔·孔德（西班牙語：Santiago Abascal Conde，西班牙語發音：[sanˈtjaɣo aβasˈkal ˈkonde]；1976年4月14日—）是西班牙政治家。呼声党领导人。

## 经历
1976年出生于巴斯克地区毕尔巴鄂市的一个政治世家。父亲是人民党政治家，祖父是佛朗哥时期的市长，活跃于阿拉瓦省。就读于德乌斯托大学社会学专业，2003年才取得学位。
1994年加入人民党。1999年至2007年担任略迪奥市议会议员。2004年1月至2005年2月担任巴斯克自治区议会议员，代表阿拉瓦选区。2005年10月至2009年1月继续担任该职位。
在离开巴斯克政坛后，马德里自治区主席埃斯佩兰萨·阿吉雷为他提供了到中央任职的机会。2010年至2012年，他担任马德里自治区数据保护局局长，2013年担任社会赞助基金会主席。2013年退出人民党，转而成立了呼声党，担任秘书长，同时解散了基金会。
由于该党在2014年5月欧洲议会选举中没有获得任何席次，党内势力出现分裂。最终强硬派的阿瓦斯卡尔在2014年9月20日成为新任主席，其他派系则被排除在党外。呼声党在2015年和2016年的大选中均未在国会获得席位。直到在2018年12月2日安达卢西亚自治区議會選舉中首次拿下12席次。
2019年4月的大选中，他领导的呼声党获得了10.3％的选票和24个众议院席位。他于5月21日就任众议院议员。

## 观点
2019年，他曾表示要“重新征服”西班牙，暗示15世纪末结束的收復失地運動。据《泰晤士报》报道，他希望从该国驱逐穆斯林移民。

## 个人生活
2018年6月与西班牙博客主莉迪亚·贝德曼结婚。育有4个孩子，其中2个随母姓。
他爱好自然，是西班牙鸟类学会的长期会员。
2020年3月10日左右確診2019冠狀病毒病。一周后即治愈并在测试中呈阴性。